# Carl Meinhof
Carl Friedrich Michael Meinhof (Barzowice, Rügenwalde, 23 de julho de 1857 — Greifswald, 11 de fevereiro de 1944) foi um linguista alemão e um dos primeiros a estudar as línguas africanas.

## Primeiros anos e carreira
Meinhof nasceu em Barzwitz perto de Rügenwalde na Província da Pomerânia. Ele estudou na Universidade de Tubinga e na Universidade de Greifswald. Em 1905 ele tornou-se professor na Escola de Estudos Orientais em Berlim. Em 5 de maio de 1933 ele tornou-se um membro do Partido Nazista (NSDAP).

## Trabalhos
Seu trabalho mais notável foi o desenvolvimento de estudos de gramática comparativa das línguas bantu, com base no trabalho pioneiro de Wilhelm Bleek. Em seu trabalho, Meinhof olhou para as línguas Bantu comuns, tais como Swahili e Zulu para determinar as semelhanças e diferenças.
Em seu trabalho, Meinhof olhou para classes do substantivo com todas as línguas Bantu, tendo pelo menos 10 classes e com 22 classes de substantivos existentes ao longo das línguas Bantu, apesar de sua definição de classe do substantivo diferir ligeiramente da aceitada, considerando a forma plural de uma palavra como pertencente a uma classe diferente da forma singular (assim, por exemplo, considere uma língua como o francês como tendo quatro classes em vez de duas). Enquanto nenhuma língua tem todos as 22 (mais tarde: 23) classes ativas, Venda tem 20, Lozi tem 18 e Ganda tem 16 ou 17 (dependendo se o locativo classe 23 e- está incluído). Todas as línguas Bantu têm uma classe de substantivo especificamente para os seres humanos (às vezes incluindo outros seres animados).
Meinhof examinou também outras línguas africanas, incluindo grupos classificados na época como Kordofanian, Khoisan, Khoikhoi e Camíticas.
Meinhof desenvolveu um sistema de classificação abrangente para línguas africanas. Sua classificação foi a padrão por muitos anos. Foi substituída pela de Joseph Greenberg em 1955 e especialmente em 1963.
Em 1902, Meinhof fez gravações de música do Leste Africano. Estas estão entre as primeiras gravações feitas de música tradicional africana.

## Opiniões controversas
Em 1912, Carl Meinhof publicou Die Sprachen Der Hamiten (as línguas dos Camitas). Ele usou o termo Camítico. O sistema de classificação das línguas Camíticas de Meinhof foi baseado na crença de que "os falantes Camíticos tornaram-se, em grande parte coincidentes com os povos de pastoreio de gado com origem essencialmente caucasiana, intrinsecamente diferente e superior ao dos 'negros da África'". No entanto, no caso das chamadas línguas Nilo-Camíticas (um conceito introduzido por ele), foi baseada na característica tipológica de gênero e uma "teoria falaciosa da mistura de linguagem". Meinhof fez isso apesar de trabalhos anteriores de estudiosos como Lepsius e Johnston, demonstrando que as línguas que ele iria mais tarde chamar "Nilo-Camítica" eram na verdade línguas nilóticas com inúmeras semelhanças no vocabulário com outras línguas nilóticas.

## Família
Carl Meinhof era o tio-avô de Ulrike Meinhof, membro fundador da Fração do Exército Vermelho (sigla em alemão: RAF), um grupo de militantes de esquerda, que operava na Alemanha Ocidental na década de 1970 e 1980.

## Escritos (monografias)
- Grundriss einer Lautlehre der Bantusprachen nebst Anleitung zur Aufnahme von Bantusprachen (= Abhandlungen für die Kunde des Morgenlandes. 11, 2). Brockhaus, Leipzig 1899.
- Die Christianisierung der Sprachen Afrikas (= Basler Missionsstudien. 28, ZDB-ID 515627-0). Verlag der Basler Missionsbuchhandlung, Basel 1905.
- Grundzüge einer vergleichenden Grammatik der Bantusprachen. Reimer, Berlin 1906 (2, edição completamente revisada. Eckhardt & Messtorff, Hamburgo 1948 ((publicado postumamente)).
- Lehrbuch der Nama-Sprache. (= Lehrbücher des Seminars für Orientalische Sprachen zu Berlin. 23, ZDB-ID 513535-7). Reimer, Berlim 1909.
- Die Sprache der Herero in Deutsch-Südwestafrika (= Deutsche Kolonialsprachen. 1, ZDB-ID 1007119-2). Reimer, Berlim 1909.
- Die Sprache der Suaheli in Deutsch-Ostafrika (= Deutsche Kolonialsprachen. 2). Reimer, Berlim 1910.
- Die Sprachen der Hamiten (= Abhandlungen des Hamburgischen Kolonialinstituts. 9 = Abhandlungen des Hamburgischen Kolonialinstituts. Reihe B: Völkerkunde, Kulturgeschichte und Sprachen. 6, ZDB-ID 500919-4). Friederichsen, Hamburgo 1912.
- Die Sprache der Duala in Kamerun (= Deutsche Kolonialsprachen. 4). Reimer, Berlin 1912.
- Eine Studienfahrt nach Kordofan (= Abhandlungen des Hamburgischen Kolonialinstituts. 35 = Abhandlungen des Hamburgischen Kolonialinstituts. Reihe B: Völkerkunde, Kulturgeschichte und Sprachen. 20). Friederichsen, Hamburgo 1916.
- als Herausgeber: Afrikanische Märchen. Diederichs, Jena 1917
- Die Entstehung flektierender Sprachen. Eine Untersuchung. Reimer u. a., Berlim 1936.